# Wenceslao Carrillo

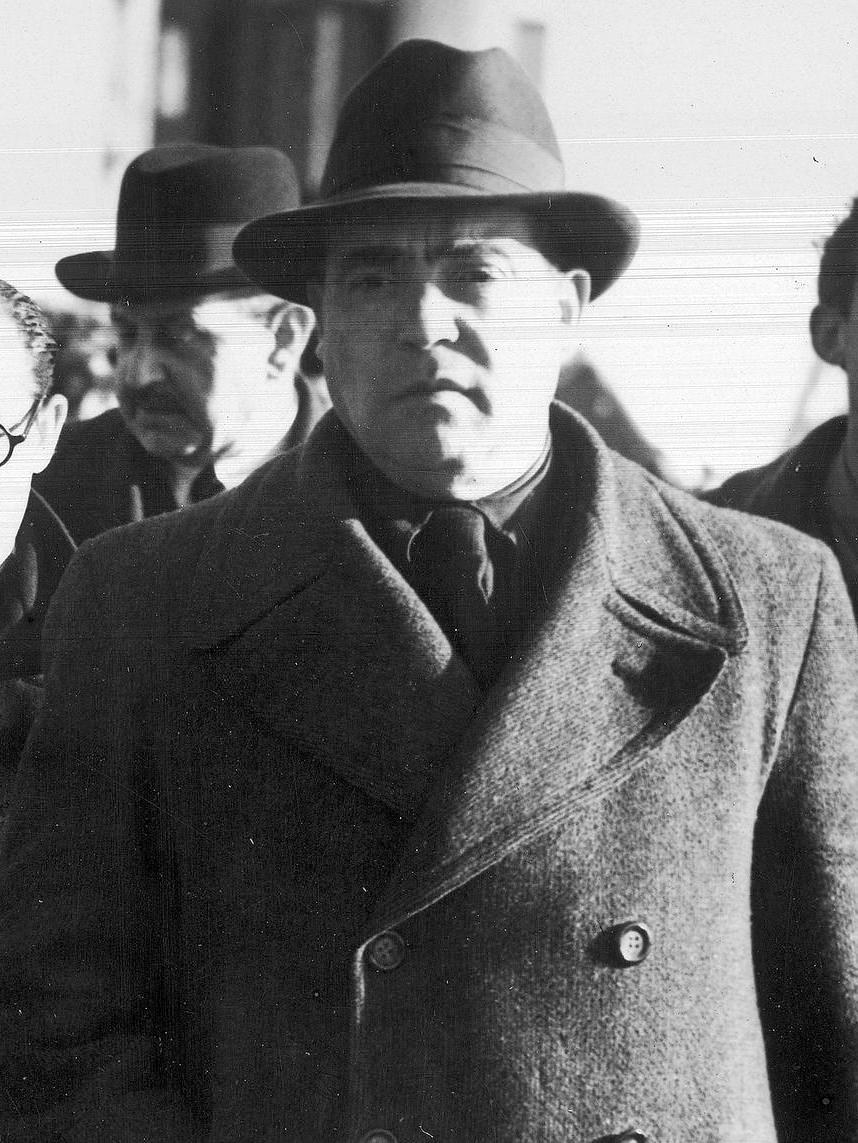
Wenceslao Carrillo 1939 im britischen Exil

Wenceslao Carrillo Alonso-Forjador (* 9. Oktober 1889 in Valladolid; † 7. November 1963 in Charleroi) war ein spanischer Journalist, Gewerkschafter und sozialistischer Politiker. Sein Sohn war der langjährige Generalsekretär der Kommunistischen Partei Spaniens, Santiago Carrillo.

## Biografie
Er stammte aus einer Arbeiterfamilie aus Valladolid. Als Gießereiarbeiter in Gijón schloss er sich im Alter von vierzehn Jahren der Unión General de Trabajadores (UGT) und den Juventudes Socialistas de España (JSE) an. Von dieser Organisation führte sein Weg in die Partido Socialista Obrero Español (PSOE).
Als aktives Mitglied der UGT wurde er in Asturien zwischen 1910 und 1917 mehrfach verhaftet. Anfang 1924 zog er nach Madrid, wo er den Posten des Herausgebers der Zeitung El Socialista übernahm und gleichzeitig hauptberuflich als Funktionär der UGT arbeitete. In der politischen und gewerkschaftlichen Arbeit orientierte er sich an Francisco Largo Caballero, mit dem er freundschaftlich verbunden war und setzte sich zeitweise für Vereinbarungen mit der Diktatur von Miguel Primo de Rivera ein, um das Überleben der Gewerkschaften zu sichern. Ab 1929 begann er im Zuge der Distanzierung der UGT vom Regime, die Diktatur offen zu kritisieren.
Im April 1931 wurde er in den Madrider Stadtrat gewählt und gehörte zu den Stadträten, die am 14. April 1931 auf der Puerta del Sol die Zweite Republik ausriefen. Bei den Parlamentswahlen von 1931 wurde er auch als Kongress-Abgeordneter für die Provinz Córdoba in den Kongress gewählt. Als Stadtrat widmete er sich in Madrid besonders der Bekämpfung der grassierenden Arbeitslosigkeit. Bei den Wahlen von 1933 gelang es ihm nicht, seinen Sitz im Kongress zu verteidigen, aber bei den Wahlen von 1936 wurde er erneut zum Abgeordneten für Córdoba gewählt. Er blieb bis zum Rücktritt von Francisco Largo Caballero im Dezember 1935 im Vorstand der PSOE.
Nach dem Militärputsch vom Sommer 1936, der zum Bürgerkrieg führte, wurde er in der Regierung von Francisco Largo Caballero zum Unterstaatssekretär für Inneres ernannt; später wurde er als Nachfolger von Manuel Muñoz Martínez Generaldirektor für Sicherheit, ein Amt, das er bis zum Sturz der Regierung Largo Caballero im Mai 1937 innehatte. 
Am 4. März 1939 zum Ende des Bürgerkrieges beteiligte er sich in Madrid an Casados antikommunistischem Putsch gegen Juan Negrín. Als Mitglied des Nationalen Verteidigungsrates erhoffte er sich, dass in den letzten Wochen des Krieges ein Abkommen mit Francisco Franco ausgehandelt werden könnte, was misslang, weil Franco auf der bedingungslosen Kapitulation der geschlagenen Republik bestand. Seine Unterstützung des Putsches von Casado brachte ihm die Feindschaft seines Sohnes Santiago Carrillo ein, der damals kommunistischer Funktionär der Vereinigten Sozialistischen Jugend war.
Zusammen mit anderen Mitgliedern des Nationalen Verteidigungsrates gelang es ihm, über Valencia aus Spanien zu fliehen und sich im Vereinigten Königreich niederzulassen. Später zog er nach Belgien. Nach dem Ende des Zweiten Weltkriegs gehörte er von 1946 bis 1949 zum Vorstand der UGT im Exil. Er starb am 7. November 1963 in Charleroi.

## Werke (Auswahl)
- Wenceslao Carrillo: El ultimo episodio de la Guerra Civil Española. Marzo 1939. Secretaría de Publicaciones de las J.S.E. en Francia. Toulouse 1945.

## Bibliografie
- Leandro Álvarez Rey: Los Diputados por Andalucía de la Segunda República, 1931-1939: Diccionario biográfico. Centro de Estudios Andaluces, 2009 (spanisch, google.es).
- Francisco J. Romero Salvadó: Historical Dictionary of the Spanish Civil War. Scarecrow Press, 2013, ISBN 978-0-8108-8009-2 (spanisch, google.com).
- José Ramón Urquijo Goitia: Gobiernos y ministros españoles en la edad contemporánea. Consejo Superior de Investigaciones, 2008 (spanisch, google.es).
- Uría Fernandez; Wenceslao Carrillo: Wenceslao Carrillo Alonso-Forjador (1889-1963). memoria-de-hierro, Madrid 2010 (spanisch).

## Einzelangaben
1. ↑  Paul Preston: The Last Stalinist. The Life of Santiago Carrillo. William Collins, London 2014, ISBN 978-0-00-755841-4, S. 12.
2. ↑  Paul Preston: The Last Stalinist. The Life of Santiago Carrillo. William Collins, London 2014, ISBN 978-0-00-755841-4, S. 14.
3. ↑  Ayuntamiento de Madrid: Lista de los Señores Concejales. 1931, S. 7, abgerufen am 29. Mai 2025 (spanisch).
4. ↑  CARRILLO ALONSO WENCESLAO . 54. Elecciones 28.6.1931 - Congreso de los Diputados. congreso.es, abgerufen am 28. Mai 2025 (spanisch).
5. ↑  Eduardo Montagut: Los socialistas frente al paro madrileño en 1932. In: Nueva Tribuna. 22. Juli 2019, abgerufen am 29. Mai 2025 (spanisch).
6. ↑  CARRILLO ALONSO WENCESLAO . 56. Elecciones 16.2.1936 - Congreso de los Diputados. congreso.es, abgerufen am 28. Mai 2025 (spanisch).
7. ↑  Paul Preston: The Last Stalinist. The Life of Santiago Carrillo. William Collins, London 2014, ISBN 978-0-00-755841-4, S. 127 f.
8. ↑  Aurelio Martín Nájera: Wenceslao Carrillo Alonso-Forjador. Real Academia de la Historia, 2022, abgerufen am 30. Mai 2025 (spanisch).

| Personendaten    | Personendaten                           |
| ---------------- | --------------------------------------- |
| NAME             | Carrillo, Wenceslao                     |
| ALTERNATIVNAMEN  | Carrillo Alonso-Forjador, Wenceslao     |
| KURZBESCHREIBUNG | spanischer Gewerkschafter und Politiker |
| GEBURTSDATUM     | 9. Oktober 1889                         |
| GEBURTSORT       | Valladolid, Spanien                     |
| STERBEDATUM      | 7. November 1963                        |
| STERBEORT        | Charleroi                               |